# قسم (تصنيف)

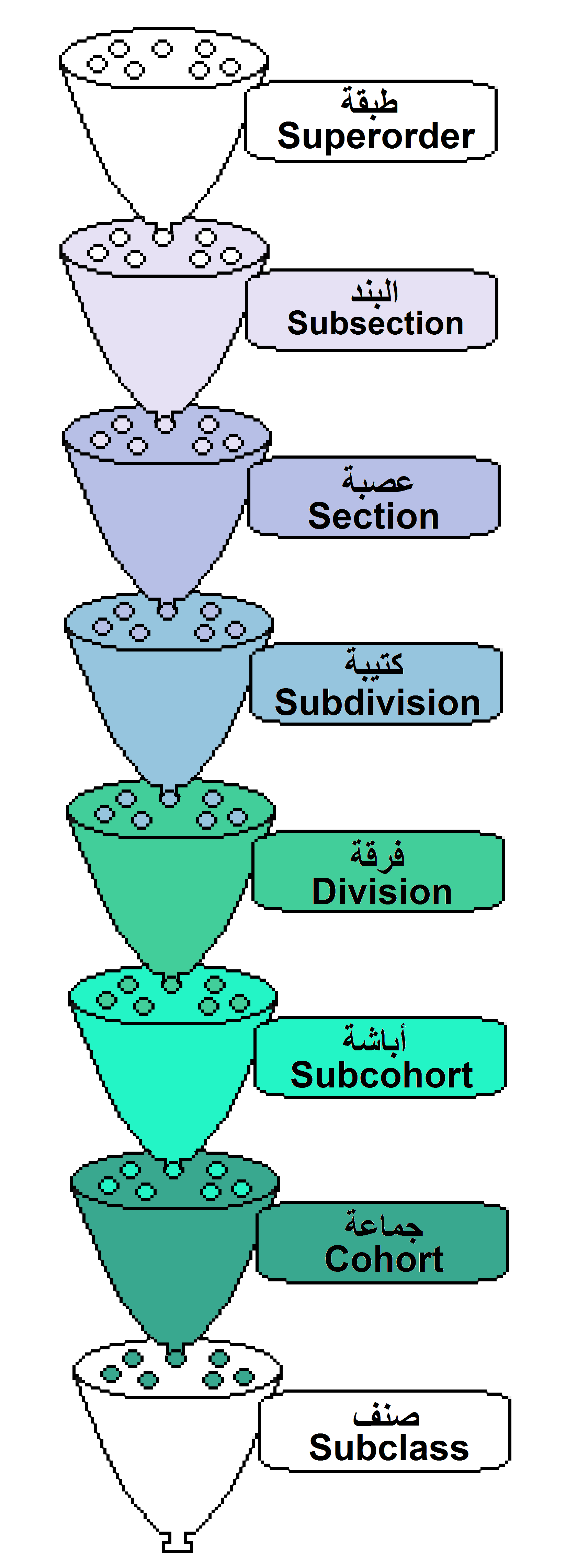
مثال على ترتيب التصنيفات من جماعة إلى بند الأكثر تداولا ضمن علم الحيوان

القسم (بالإنجليزية: Section)‏ هي تصنيف فرعي من ضمن تصنيفات الجماعة وتأتي مباشرة بعد تصنيف الكتيبة وتعلو تصنيف القسيم. وهي ليس من التصنيفات الأساسية. في التصنيف الحيواني تأتي هذه التصنيفات بين تصنيفي الطويئفة والرتبة العليا. وفي التصنيف النباتي تأتي أحيانا بين تصنيفي الشعبة والطائفة.